# Kent Haruf
Kent Haruf (n. 24 februarie 1943, Pueblo, Colorado - d. 30 noiembrie 2014, Salida, Colorado) a fost un scriitor american. 

## Biografie
Kent Haruf a fost fiul unui pastor metodist. A absolvit în 1965, la 
Nebraska Wesleyan University (NWU). În 1973, el a făcut un masterat (M. F. A.), la Iowa Writers’ Workshop de la Universitatea din Iowa.
Haruf lucrat în diferite activități și, de asemenea, a fost membru al programului american Peace Corps în Turcia, unde a predat limba engleză. Mai târziu, el a trăit cu familia în Salida, a lucrat ca profesor la highschool și a fost apoi profesor asistent de literatură la NWU, și lector invitat la Universitatea Southern Illinois. 
Romanele lui Haruf se petrec în Holt, un mic oraș fictiv, în preriile din Colorado. Primul său roman The Tie That Binds a fost lansat în 1984 și a câștigat un Whiting Awards. De asemenea, el a publicat povestiri scurte. Romanul Plainsong a stat, în 1999, pe lista National Book Award for Fiction si a fost un bestseller în Statele Unite ale Americii. În 2006, el a primit Dos Passos Prize , iar în 2014, Folio Prize. Romanul Eventide a fost plasat, în 2010, de către Eric Schmiedl pentru Denver Center for the Performing Arts (DCPA) , romanul Benediction a fost pus pe scenă în februarie 2015.  Romanul lui Haruf, Our Souls a apărut în 2015 postum și a fost în 2017 ecranizat.
Începând din 2017, în orașul său natal, Salida, are loc în onoarea lui, în fiecare an, un festival literar.

## Opere
- Plainsong. New York : Alfred A. Knopf, 1999
- The Tie That Binds. New York : Holt, Rinehart, and Winston, 1984
- Where You Once Belonged. New York : Summit Books, 1990
- Eventide. New York : Alfred A. Knopf, 2004
- Peter Brown: West of last chance. Fotografii. Text Kent Haruf. New York : W. W. Norton & Co., 2008
- Benediction. New York : Alfred A. Knopf, 2013
- Our Souls at Night. New York : Alfred A. Knopf, 2015.

### Opere traduse în limba română
- Suflete în noapte. Pandora M, 2017, ISBN: 978-606-978-075-6.

## Legături externe
- de Kent Haruf în Catalogul Bibliotecii Naționale a Germaniei (Informații despre Kent Haruf • PICA • Căutare pe site-ul Apper)
- Lucrări de sau despre Kent Haruf în biblioteci (catalog WorldCat)
- Kent Haruf la Internet Movie Database
- Q & a cu Colorado autor Kent Haruf Arhivat în 26 aprilie 2014, la Wayback Machine., în caz de cozine, aprilie 2013